# Elaphidion cristalensis
Elaphidion cristalensis är en skalbaggsart som beskrevs av Fernando de Zayas 1975. Elaphidion cristalensis ingår i släktet Elaphidion och familjen långhorningar.
Artens utbredningsområde är Kuba. Inga underarter finns listade i Catalogue of Life.